# Patrycjusze
Patrycjusze (z łac. patres, ojcowie) − uprzywilejowana, wyższa warstwa społeczna, która pojawiła się w okresie królestwa oraz republiki w starożytnym Rzymie. Posiadali pełne prawa polityczne oraz wyłączność obejmowania urzędów. W ich rękach znajdowała się większość ziem. Wywodzili się z zamożnych rodzin. Do najbardziej wpływowych i najznamienitszych rodów patrycjuszowskich należały takie jak np. Korneliuszów, Emiliuszów, Waleriuszów, Juliuszów czy Klaudiuszów. Przywileje te dziedziczyli z pokolenia na pokolenie. Inne warstwy społeczne nie miały dostępu do tego stanu.

## Historia
Początkowo prawdopodobnie potomkowie arystokracji rodowej (zamknięta liczba rodów - „gentes”), która we wczesnym okresie państwa (okres królewski i wczesnej republiki) cieszyła się pełnią praw politycznych. Z nich właśnie legendarny Romulus utworzyć miał Senat. Jeden z jego następców, Serwiusz Tuliusz - szósty król Rzymu w latach 578–543 p.n.e. − dokonał podziału społeczeństwa według posiadanego majątku, co oznaczało, że najbogatsi mieli najwięcej praw.
Senat w okresie królewskim miał najprawdopodobniej funkcję doradczą. Należeli do niego przedstawiciele możnych rodów (pierwotnie stu). Znaczenia nabierał w okresie bezkrólewia, kiedy to wyznaczał interrexów tzn. urzędników wypełniających obowiązki króla i zmieniających się co pięć dni. Trwało to do momentu wyboru nowego władcy zatwierdzanego przez senat.
Obok króla i senatu, trzecim organem władzy było zgromadzenie ludowe (łac. comitia curiata). Niewiele o nim wiadomo poza faktem, że głosowano na nim według kurii, które były, jak w innych miastach latyńskich, pozostałością podziałów rodowych z okresu przedmiejskiego.
Przeciwieństwem patrycjuszy byli plebejusze. Monopol na władzę, jaki uzurpowali sobie patrycjusze, spowodował konflikt z plebejuszami, którzy podjęli walkę o polityczne równouprawnienie. Od 445 roku p.n.e. dozwolono na małżeństwa patrycjuszy z córkami plebejuszy. W roku 367 p.n.e. uzyskali dostęp do senatu rzymskiego, a pełnię równych praw uzyskali w roku 287 p.n.e. Walka o podział władzy zakończyła się na początku III w. p.n.e., gdy ustaliła się chwiejna równowaga między obiema grupami. Jedynie niektóre funkcje sakralne były na stałe przypisane patrycjuszom (do 44 p.n.e.).
Z biegiem lat (szczególnie w okresie późnej republiki i cesarstwa) stara warstwa patrycjuszy wykruszyła się (wojny, upadek ekonomiczny, nieliczne potomstwo itp.) i została zastąpiona przez patrycjuszy mianowanych przez władców.